# Tapinoma indicum
Tapinoma indicum é uma espécie de formiga do gênero Tapinoma.